# Cochisea
Cochisea là một chi bướm đêm thuộc họ Geometridae.

## Các loài
- Cochisea barnesi Cassino & Swett, 1922
- Cochisea curva Rindge, 1975
- Cochisea paula Rindge, 1975
- Cochisea recisa Rindge, 1975
- Cochisea rigidaria Barnes & McDunnough, 1916
- Cochisea sinuaris Barnes & McDunnough, 1916
- Cochisea sonomensis McDunnough, 1941
- Cochisea undulata Rindge, 1975
- Cochisea unicoloris Rindge, 1975